# Plinthaster
Plinthaster is een geslacht van zeesterren uit de familie Goniasteridae.				

## Soorten
- Plinthaster ceramoidea (Fisher, 1906)
- Plinthaster dentatus (Perrier, 1884)
- Plinthaster doederleini (Koehler, 1909)
- Plinthaster ephemeralis Macan, 1938
- Plinthaster investigatoris (Alcock, 1893)